# Rassemblement des Français de l'étranger
Pour les articles homonymes, voir RFE.
Le Rassemblement des Français de l'étranger (RFE) est une association régie par la loi de 1901, elle constitue un groupe autonome et indépendant apparenté UMP présidé par Robert del Picchia qui compte 30 conseillers élus à l'Assemblée des Français de l'étranger en 2014.